# Dominik Traxl
Dominik Traxl (* 13. März 1994 in Zams in Tirol) ist ein österreichischer Politiker der ÖVP und seit 2022 Abgeordneter zum Tiroler Landtag.

## Leben

### Ausbildung und Beruf
Dominik Traxl besuchte die Volksschule in Falterschein (Gemeinde Zams), dann die Hauptschule Zams und die Handelsakademie Landeck. Von 2013 bis 2016 studierte er Mathematik und Geografie an der Kirchlichen Pädagogische Hochschule Edith Stein in Stams. Seither ist er Lehrer an der Polytechnischen Schule in Silz.

### Politik
Seine politische Tätigkeit begann er bei der Jungbauernschaft/Landjugend Zammerberg in der Gemeinde Zams. Bei den Gemeinderats- und Bürgermeisterwahlen in Tirol 2016 wurde er in den Gemeinderat gewählt. 2017 wurde er Landesobmann der Tiroler Jungbauernschaft/Landjugend und am 12. Juli 2021 als Nachfolger des zum Landecker Bezirkshauptmann ernannten Siegmund Geiger Bürgermeister von Zams und damit der damals jüngste Bürgermeister Tirols. 2022 stellte er sich im Rahmen der Gemeinderats- und Bürgermeisterwahlen in Tirol als Spitzenkandidat der Liste "TEAM DOMINIK TRAXL - Gemeinsam für Zams - TRAXL" für den Gemeinderat auf, welche er und sein Team beide verloren. Er ist aber weiterhin im Gemeinderat und -vorstand vertreten. Seit 2022 ist er Abgeordneter zum Landtag von Tirol und arbeitet dort in mehreren Ausschüssen, auch ist er Obfrau-Stellvertreter des Petitionsausschusses und Klubobmann-Stellvertreter der ÖVP Tirol.